# 圣桑福里安德莱
圣桑福里安德莱（法語：Saint-Symphorien-de-Lay，法語發音：[sɛ̃ sɛ̃fɔʁjɛ̃ də lɛ]）是法国卢瓦尔省的一个市镇，位于该省北部偏东，属于罗阿讷区。

## 地理
圣桑福里安德莱（45°56'52"N, 4°12'42"E）面积33.57 平方千米，位于法国奥弗涅-罗讷-阿尔卑斯大区卢瓦尔省，该省份为法国中南部省份，北起顺时针与索恩-卢瓦尔省、罗讷省、伊泽尔省、阿尔代什省、上盧瓦爾省、多姆山省和阿列省接壤。
与圣桑福里安德莱接壤的市镇（或旧市镇、城区）包括：雷尼、冈河畔克鲁瓦泽、富尔诺、莱镇、诺镇、讷利斯。

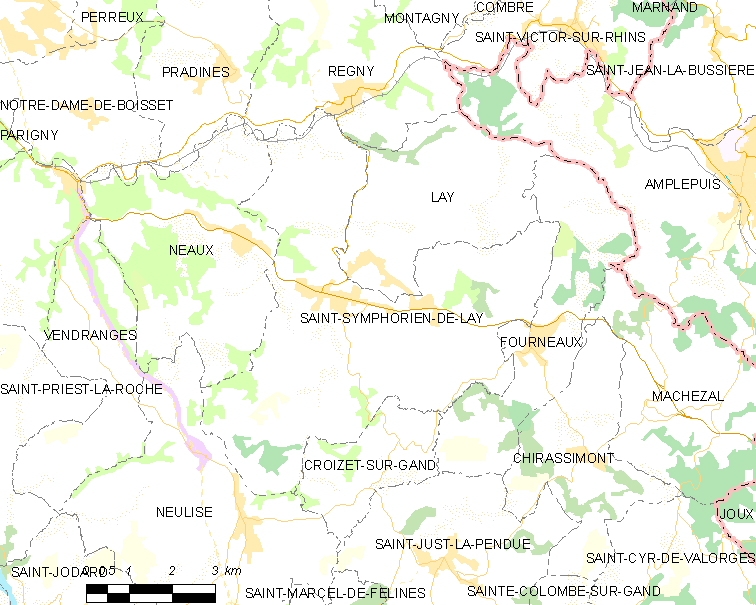
圣桑福里安德莱的OSM定位图

圣桑福里安德莱的时区为UTC+01:00、UTC+02:00（夏令时）。

## 行政
圣桑福里安德莱的邮政编码为42470，INSEE市镇编码为42289。

## 政治
圣桑福里安德莱所属的省级选区为勒科托县。

## 人口

1962-2008年间圣桑福里安德莱人口变化图示

圣桑福里安德莱于2022年1月1日时的人口数量为1976人。